# Lieja-Bastoña-Lieja 1964
La Lieja-Bastogne-Lieja 1964 fue la 50.ª edición de la clásica ciclista Lieja-Bastoña-Lieja. La carrera se disputó el domingo 3 de mayo de 1964, sobre un recorrido de 245 km. El vencedor final fue el belga Willy Bocklant (Flandria-Romeo) que consiguió el triunfo al imponerse a sus compañeros de fuga, el también belga Georges Vanconingsloo (Peugeot-Michelin-BP) y al italiano Vittorio Adorni (Salvarani), segundo y tercero respectivamente. 

## Clasificación final
| Posición | Ciclista               | Equipo                   | Tiempo   |
| -------- | ---------------------- | ------------------------ | -------- |
| 1        | Willy Bocklant         | Flandria-Romeo           | 7h06'09" |
| 2        | Georges Vanconingsloo  | Peugeot-Michelin-BP      | s.t.     |
| 3        | Vittorio Adorni        | Salvarani                | s.t.     |
| 4        | Jozef Planckaert       | Flandria-Romeo           | a 16"    |
| 5        | Martin Van Den Bossche | Wiel's-Groene Leeuw      | a 22"    |
| 6        | Dick Enthoven          | Pelforth-Sauvage-Lejeune | a 49"    |
| 7        | Alfons Hermans         | Dr. Mann                 | a 1'20"  |
| 8        | Willy Monty            | Pelforth-Sauvage-Lejeune | a 1'22"  |
| 9        | Romain Van Wynsberghe  | Pelforth-Sauvage-Lejeune | a 2'48"  |
| 10       | Théo Mertens           | Libertas                 | a 3'47"  |